# Поату-Шарант
Поату-Шарант (фр. Poitou-Charentes) је бивши регион на западу Француске. Састојао се од 4 департмана. Главни град био је Поатје.

## Историја
Прво становништво је било галско племе Пиктави. Римљани су их покорили 56., па су укључени у Галију, као део историјске Аквитаније. Визиготи су 418. заузели регион, а под власт Франака долазе 507. под династијом Меровинга.
Ту се одиграла битка код Тура (звана и као битка код Поатјеа) 732. у којој је Карло Мартел спречио Муслиманску инватију западне Европе. Од X до 12. века грофови Поатуа су били и војводе Аквитаније, а град Поатје је постајао све значајнији.
Долази под енглеску контролу 1152. Ту се одиграла и битка код Поатјеа током Стогодишњег рата. У тој бици Енглези су победили и заробили су француског краља Јована II Доброг.
Поново постаје део Француске 1416. Остао је као регион до Француске револуције, када је подељен на три департмана.

## Становништво
Становништво региона је познато под називом Пикто-Шаранти. Постоји локални језик, који говори мало људи. Има 1, 7 милиона становника. У региону је 23% становништва млађе од 25 година. Од градова значајни су Поатје, Ла Рошел, Ангулем, Коњак, Рошфор, Барбезје, Шателро и Ниор.

## Департмани
Састоји се од четири департмана:
- Шарант
- Приморски Шарант
- Де Севр
- Вјен

## Економија
Пољопривреда представља значајан део привреде. Значајан је по производњи пшенице, кукуруза и узгоју стоке. Ту се производи и вињак коњак. Од индустрије вредно је споменути машинску, хемијску и млечну индустрију.